# Solymoskarcsa
Solymoskarcsa (szlovákul Jastrabie  Kračany) Királyfiakarcsa településrésze, egykor önálló falu Szlovákiában, a Nagyszombati kerületben, a Dunaszerdahelyi járásban. A Karcsák falucsoport része.

## Fekvése
Dunaszerdahelytől 4 km-re délnyugatra fekszik.

## Története
A települést 1289-ben "terra ville Potuna falconariis" néven említik először. 1313-ban "Solmuspaton", 1326-ban "villa Pethen Solymus", illetve "Solymospathun" alakban említik a korabeli források. A pozsonyi váruradalomhoz tartozott, első lakói minden bizonnyal királyi solymászok voltak. Később a gellei érseki székhez tartozott, lakói nemesi kiváltságokkal rendelkeztek. 1828-ban 15 házában 109 lakos élt.
Fényes Elek szerint "Karcsa (Sólymos-), magyar falu, Pozsony vmegyében: 112 kath. lak."
Pozsony vármegye monográfiája szerint "Solymoskarcsa, az Alsó-Csallóközben fekvő magyar kisközség, 20 házzal és 92 róm. kath. vallású lakossal; temploma nincs; postája Királyfiakarcsa, távírója és vasúti állomása pedig Dióspatony."
1910-ben 109, túlnyomórészt magyar lakosa volt. A trianoni békeszerződésig Pozsony vármegye Dunaszerdahelyi járásához tartozott. 1940-óta Királyfikarcsa része.
2001-ben Királyfikarcsának 967 lakosából 872 magyar és 84 szlovák volt.

## Külső hivatkozások
- Dunajinfo.sk (magyar nyelvű rövid ismertető)
- A Csallóköz szívében - a település rövid ismertetője (magyar)
- Királyfikarcsa Szlovákia térképén